# LG 폴더 시리즈
LG 폴더 시리즈는 2018년 3월 LG 폴더 출시와 함께 생겨나게 된 LG전자의 피처폰 시리즈이다. 하지만, LG전자가 휴대폰 사업을 철수하면서 LG 폴더2가 마지막이 되어버렸다.